# Hippoloetis rufus
Hippoloetis rufus is een keversoort uit de familie van de loopkevers (Carabidae). De wetenschappelijke naam van de soort is voor het eerst geldig gepubliceerd in 1834 door Francis de Laporte de Castelnau.